# Malgré-nous

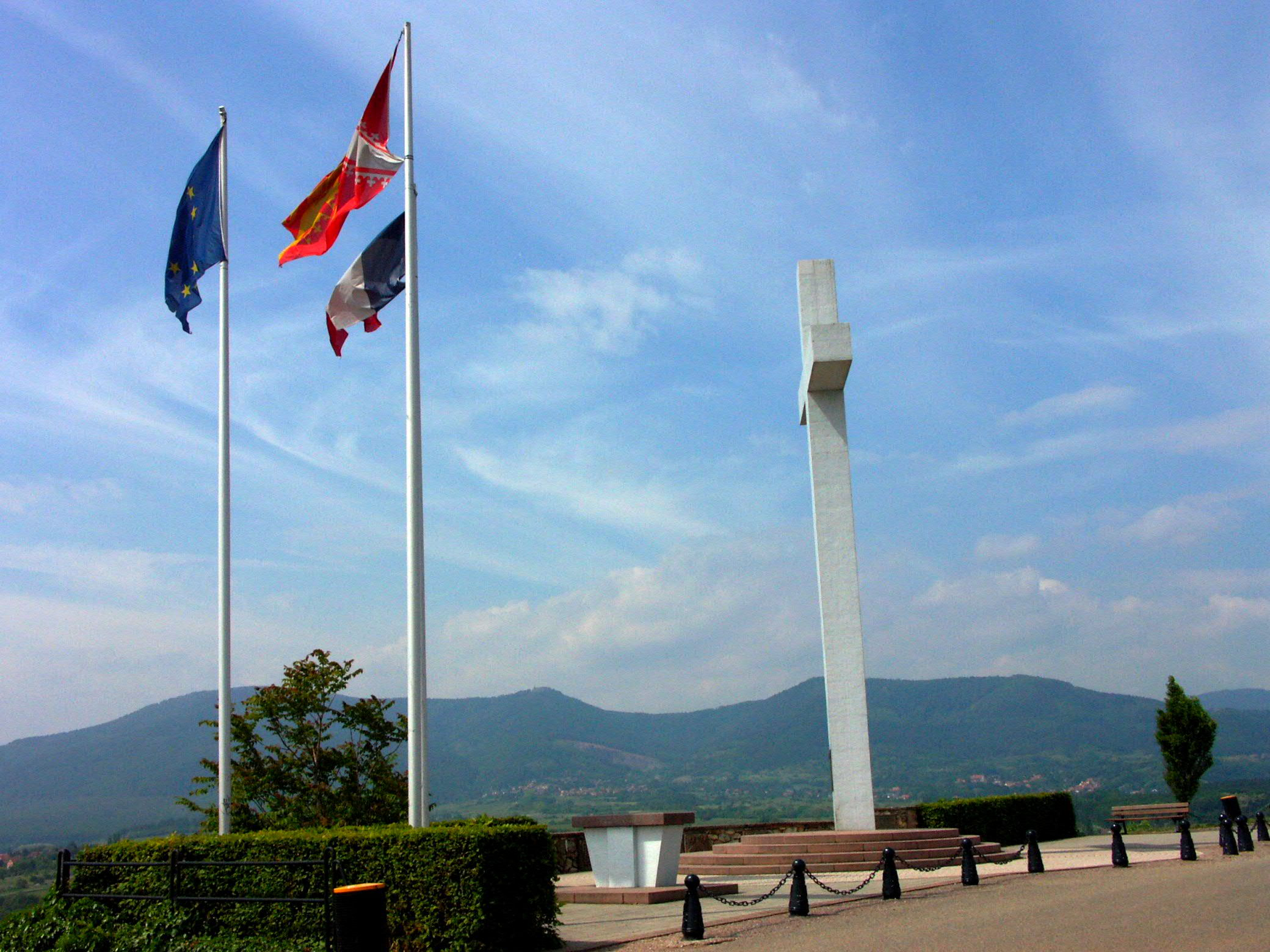
Denkmal für die Malgré-nous bei Obernai

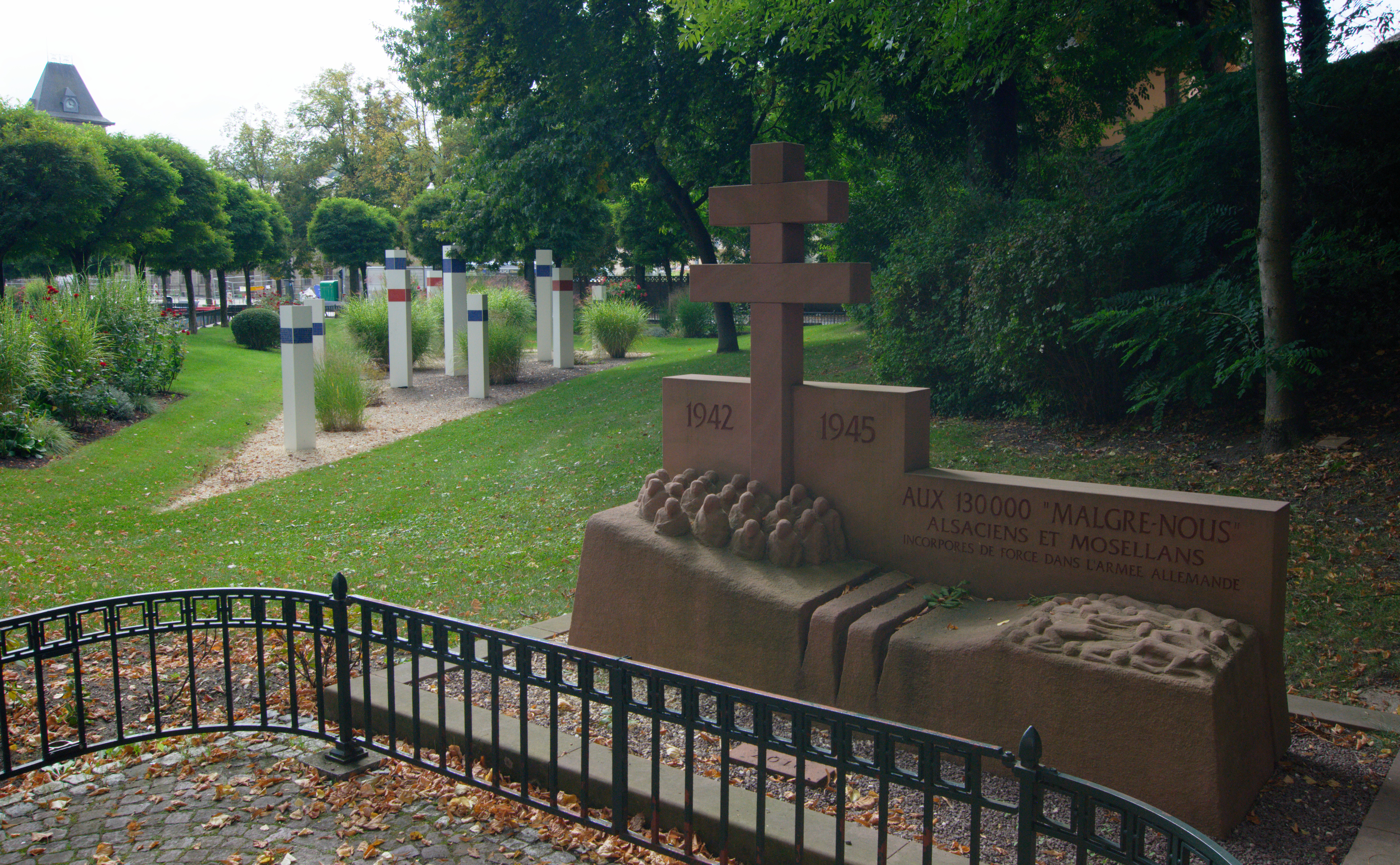
Denkmal und Garten in Saargemünd

Als Malgré-nous („wider unseren Willen“) werden die während des Zweiten Weltkrieges in die deutsche Wehrmacht oder Waffen-SS zwangsweise eingezogenen rund 100.000 Elsässer und 30.000 Lothringer bezeichnet. Der entsprechende Ausdruck für die zwangsweise eingezogenen 11.160 luxemburgischen Soldaten heißt auf Luxemburgisch Zwangsrekrutéierten.
Infolge der deutschen Besatzung Frankreichs und der darauf folgenden De-facto-Annexion des ehemaligen Reichslandes Elsaß-Lothringen im Juni 1940 gerieten die aufgrund ihrer Deutschstämmigkeit als Volksdeutsche betrachteten Elsässer und Lothringer in den Sog völkerrechtswidriger Zwangsrekrutierung durch das Dritte Reich. Wegen ihres aufgezwungenen Fronteinsatzes im Dienst der Wehrmacht oder der Waffen-SS standen die Überlebenden nach ihrer Rückkehr im Zwielicht. So wurden die elsässischen und lothringischen incorporés de force im Nachkriegsfrankreich vielfach für nationalsozialistische Kollaborateure gehalten und als Verräter an der mère patrie betrachtet, die sich freiwillig für das Tragen der feindlichen Kriegsuniform gemeldet hätten. Unter dem Rechtfertigungsdruck der französischen Gesellschaft moralisch leidend, versuchten die Überlebenden der Zwangsrekrutierten Elsass-Lothringer den Verratsvorwürfen entgegenzutreten und sich von Schuldgefühlen loszusagen. Mit ihrer Selbstbenennung als Malgré-nous sollte ihre Einberufung in die deutsche Armee ins rechte Licht gerückt werden. Mit der Selbstbetitelung sollte nicht nur der Widerwillen gegen den aufgezwungenen Militärdienst, sondern auch die pro-französische Gesinnung sowie die Abscheu gegenüber dem Nationalsozialismus zum Ausdruck gebracht werden.

## Elsass-Lothringen 1940 bis 1945
Als Zankapfel politischer, kultureller und militärischer Rivalität zwischen Frankreich und Deutschland erfuhr das Gebiet des ehemaligen Reichslandes Elsaß-Lothringen im Nationalsozialismus ein bewegtes Grenzlandschicksal. Nach dem für die Wehrmacht siegreichen Verlauf des Westfeldzuges und der Besetzung Nordfrankreichs 1940 kam das Gebiet im Waffenstillstand von Compiègne unter deutsche Verwaltung, blieb aber de jure französisch. De facto wurde es aber in das deutsche Reich eingegliedert. Der Gauleiter von Baden, Robert Wagner, wurde zum Chef der Zivilverwaltung im Elsass ernannt. Straßburg wurde Sitz des neu gebildeten Reichsgaus Baden-Elsaß bzw. Oberrhein. Das lothringische Gebiet (CdZ-Gebiet Lothringen) wurde an den Gau Westmark angegliedert. Die meisten Elsässer und Lothringer standen dem Deutschen Reich ablehnend gegenüber und fühlten sich als Franzosen, was sie de jure auch waren.

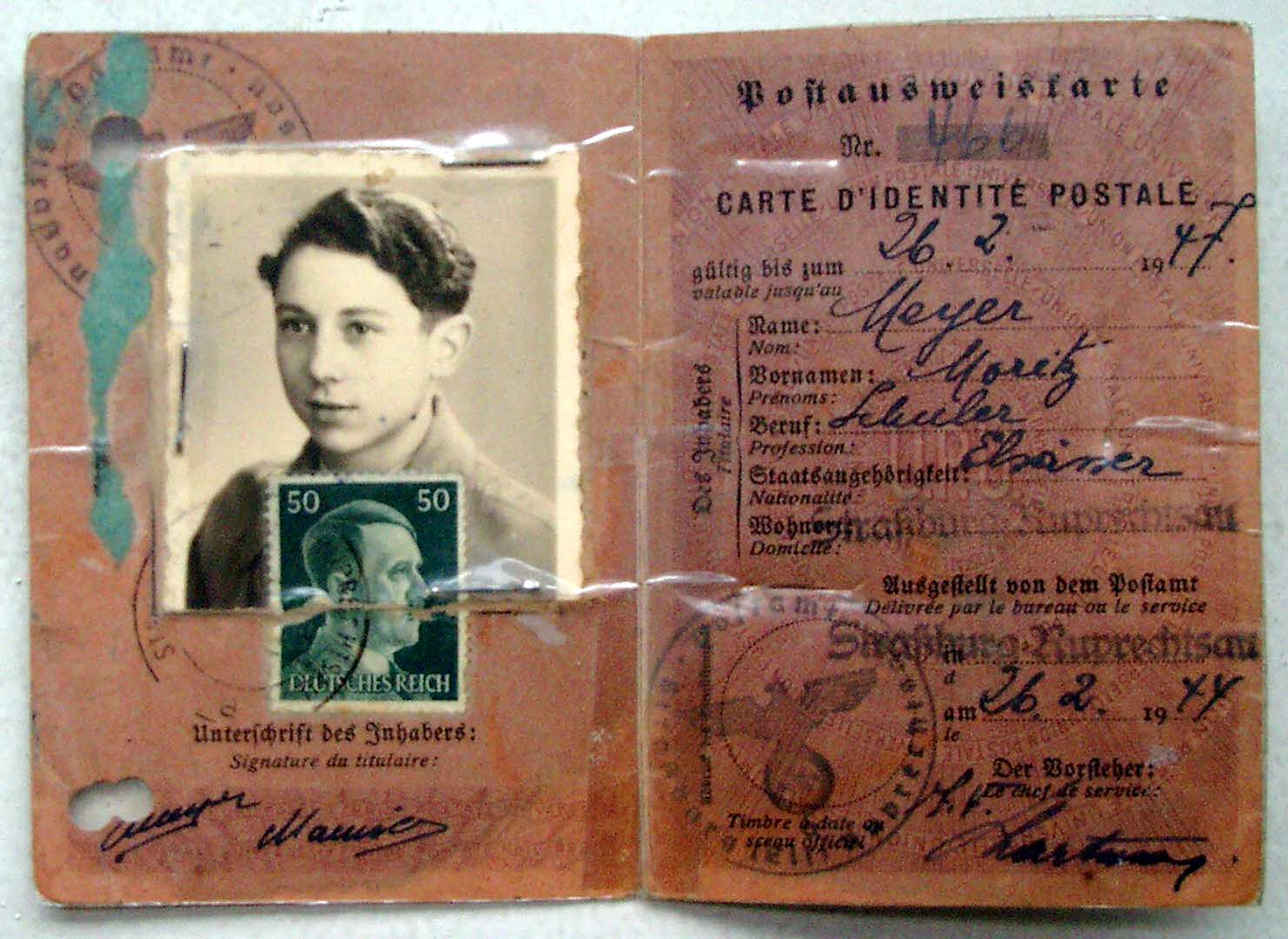
Elsässische Postausweiskarte aus dem Jahr 1944

Im Mai 1942 wurde die Dienstpflicht für den Reichsarbeitsdienst im Elsass eingeführt und am 23. August 1942 schließlich auch die Wehrpflicht für die Jahrgänge 1907 bis 1927.
Die Rekrutierung von Elsass-Lothringern für die deutsche Wehrmacht fußte auf der „Verordnung über die Staatsangehörigkeit im Elsaß, in Lothringen und in Luxemburg vom 23. August 1942“ (RGBl. I. S. 533), die am 24. August im Elsass in Kraft trat. Im Paragraphen 1 der Verordnung hieß es:
- „Diejenigen deutschstämmigen Elsässer, Lothringer und Luxemburger erwerben von Rechts wegen die (deutsche) Staatsangehörigkeit, die a) zur Wehrmacht oder zur Waffen-SS einberufen sind oder werden oder b) als bewährte Deutsche anerkannt werden …“.

Vorherige Aufrufe, sich freiwillig zum Wehrdienst zu melden, waren ohne wesentliche Resonanz geblieben. Viele Dienstverpflichtete versuchten daraufhin, über die Vogesen nach Frankreich oder in die Schweiz zu flüchten. Die Eingezogenen wurden zu über 90 % an der Ostfront eingesetzt. Insgesamt dienten mehr als 130.000 Elsässer und Lothringer in deutschen Uniformen, von denen etwa 32.000 ihr Leben verloren und 10.500 dauerhaft vermisst blieben. Diejenigen Elsässer, die in sowjetische Gefangenschaft gerieten, wurden überwiegend ins Lager Tambow (ca. 400 km südöstlich Moskau) verschleppt, wo sie dieselben Bedingungen zu ertragen hatten wie die anderen deutschen Wehrmachtsangehörigen. Etwa 2000 bis 3000 Elsässer und Lothringer starben dort.
Die wenigen Jahre nationalsozialistischer Herrschaft brachten fertig, was Frankreich in den Jahren 1919 bis 1940 nicht geschafft hatte: Die Elsässer und Deutsch-Lothringer wandten sich nun stärker denn je Frankreich zu, und deutsche Kultur und Sprache gerieten in Elsass-Lothringen endgültig in die Defensive.

## Elsässer in Oradour-sur-Glane
Am 10. Juni 1944 zerstörten Angehörige der SS-Panzerdivision „Das Reich“ die französische Ortschaft Oradour-sur-Glane und ermordeten 642 Einwohner. Unter den nach dem Krieg noch überlebenden und greifbaren Soldaten befanden sich auch vierzehn Elsässer, davon dreizehn Zwangsrekrutierte und lediglich ein Freiwilliger; bis auf drei waren alle minderjährig gewesen. Nach dem Krieg verurteilte ein französisches Militärgericht in Bordeaux am 12. Februar 1953 den Elsässer, der sich freiwillig gemeldet hatte, zum Tode. Von den dreizehn anderen Elsässern wurden neun zu Strafen zwischen fünf und elf Jahren Zwangsarbeit und vier zu Gefängnisstrafen zwischen fünf und acht Jahren verurteilt. Dieses Urteil sorgte im Elsass für große Unruhe, da nach Meinung der meisten Elsässer diese Malgré-nous nur unter Zwang den Befehlen ihrer deutschen Vorgesetzten gefolgt waren. Im Elsass und in Lothringen hatte man das Gefühl, dass in Frankreich zu wenig Verständnis für die Situation der Malgré-nous aufgebracht wurde. Auf der anderen Seite protestierten die Angehörigen der Ermordeten von Oradour-sur-Glane gegen das Urteil, das ihnen zu milde vorkam. Wenige Tage nach Verkündung des Urteils wurde am 19. Februar 1953 durch die französische Nationalversammlung ein Amnestiegesetz erlassen.

## Nach dem Krieg

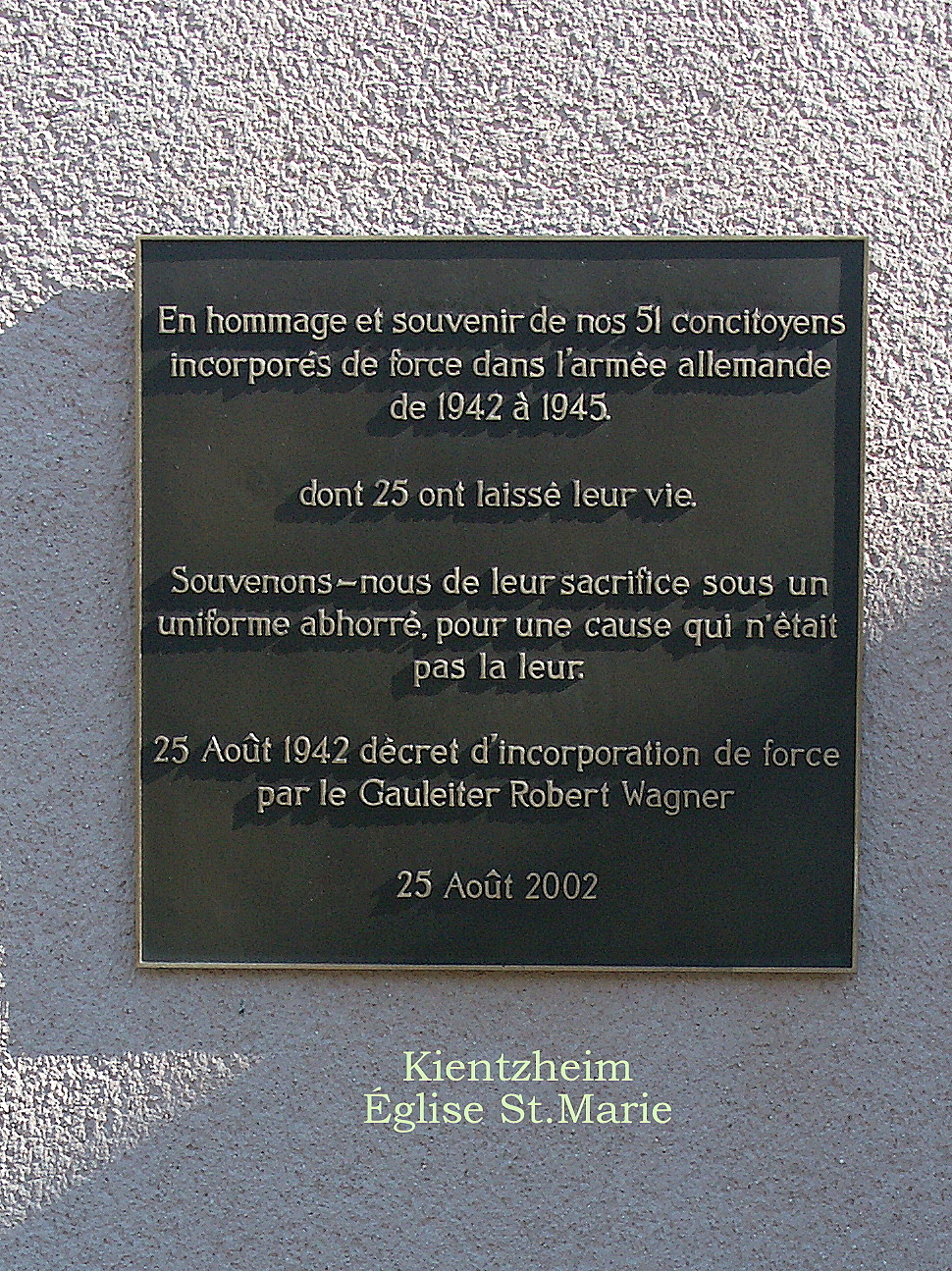
Gedenktafel an der Kirche von Kientzheim

Nach Kriegsende war die Stimmung im Elsass ambivalent. Einerseits war man froh, zu den Siegern zu gehören, andererseits sahen sich insbesondere die Malgré-nous in einer schwierigen Situation und waren häufig Kollaborations-Vorwürfen ausgesetzt. Von Seiten der kommunistischen Partei wurden sie scharf angegriffen, weil sie die Verhältnisse in den sowjetischen Kriegsgefangenenlagern realistisch schilderten.
1960 gründeten die westeuropäischen Zwangsrekrutierten aus dem Elsaß, Lothringen, Luxemburg und Belgien die „Internationale Föderation der Zwangseingezogenen, Opfer des Nazismus“ mit Sitz in Luxemburg und veröffentlichten 1965 das Memorandum La Grande Honte („Die große Schande“), um Druck für eine Entschädigung aus Deutschland aufzubauen. 1972 erkannte das Auswärtige Amt die Zwangseingliederung in die Wehrmacht als elementaren Menschenrechtsverstoß an, hielt aber Entschädigungszahlungen erst nach Abschluss eines Friedensvertrages für möglich. In den 1980er Jahren zahlte die deutsche Bundesregierung 250 Mio. DM als symbolische Entschädigung in einen Fonds, d. h. etwas mehr als 3.000 DM pro Person an die noch lebenden etwa 80.000 Betroffenen.
Auf französischer Seite wurde ihnen Rentenbezüge zugestanden. Der damals amtierende französische Staatspräsident Nicolas Sarkozy rehabilitierte die Malgré-nous bei einem Besuch in Colmar am 8. Mai 2010 zum Gedenken an das Kriegsende: „Die Malgré-nous waren keine Verräter, sondern im Gegenteil Opfer eines Kriegsverbrechens“.
Überlebende des russischen Kriegsgefangenenlagers Tambow gründeten einen Veteranenverein: Pélerinage de Tambov (dt. „Wallfahrt nach Tambow“). Die Namen der in Tambow bestatteten Elsässer gaben die russischen Behörden erst nach dem Amtsantritt von Michail Gorbatschow an eine Delegation des Regionalrats des Elsass unter der Leitung von André-Paul Weber heraus.

## Prominente Malgré-nous
- Léon Hégelé, katholischer Theologe, Weihbischof von Straßburg
- Guy Mouminoux, Comiczeichner und Autor
- Eugène Philipps, Lehrer, Publizist, Linguist und Aktivist für den Erhalt des Elsässerdeutschen
- Pierre Seel, LGBT-Aktivist
- André-Paul Weber, Kommunalpolitiker und Autor
- André Weckmann, Schriftsteller und elsässischer Mundartdichter